# 勐遮镇
勐遮镇，是中华人民共和国云南省西双版纳傣族自治州勐海县下辖的一个乡镇级行政单位。

## 行政区划
勐遮镇下辖以下地区：
勐遮村、曼洪村、曼燕村、曼扫村、曼伦村、曼央龙村、曼根村、曼勐养村、景真村、曼恩村、曼弄村、南楞村、曼令村、黎明农场厂部生活区、黎明农场一分场生活区、黎明农场二分场生活区和黎明农场三分场生活区。